# Скородинська загальноосвітня школа
Скородинська загальноосвітня школа I—II ступенів — навчальний заклад у селі Скородинці Чортківського району Тернопільської області.

## Історія
За переказом Василя Підперигори (нар. 1916), в Скородинцях ще у XVIII ст. функціонувала школа, в якій навчали читати, писати і ткацькому ремеслу. Навчали польською мовою, один день на тиждень заняття проводились українською, бо вчилися разом діти українців і поляків.
На початку ХХ ст. школа була п'ятикласною. Молодші школярі навчалися в приміщенні основного будинку школи, а п'ятикласники — у будинку польського господаря, який здавав громаді в оренду одну кімнату.
В період Другої світової війни школа функціонувала з вимушеними перервами. Навчали українською мовою.
У 1947 році запроваджено семирічне навчання.
У 1950-х роках кількість дітей значно зросла, почали будівництво нового приміщення школи.
У 1993 році здано в експлуатацію добудований корпус, де розміщені фізичний та хімічний кабінети, виробнича майстерня, спортивний зал, шкільна їдальня.

## Гуртки та секції
Для розвитку і вдосконалення учнів у школі діють гуртки та секції:
- Науково-технічний;
- Художньо-естетичний.

## Сучасність
У 8 класах школи навчається 55 учнів, у школі викладають англійську мову.

## Педагогічний колектив
Педагогічний колектив складається з 14 педагогів.
Директори
- Леся Павлина[1]